# Alexeter scapularis
Alexeter scapularis är en stekelart som först beskrevs av Cresson 1868.  Alexeter scapularis ingår i släktet Alexeter och familjen brokparasitsteklar. Inga underarter finns listade i Catalogue of Life.